# Paraná (Rio Grande do Norte)
Paraná is een gemeente in de Braziliaanse deelstaat Rio Grande do Norte. De gemeente telt 4.039 inwoners (schatting 2009).

Paraná en omliggende gemeentes